# Rise Technology
Rise Technology wurde 1993 als privatgeführtes Unternehmen gegründet. Ziel war die Produktion eines konkurrenzfähigen x86-Prozessors mit besonderen Stromsparmechanismen, besonders für Notebooks.
Dies wurde 1998 mit dem Rise mP6 erreicht: Die CPU besaß ein TriplePipelined-Design und konnte u. a. drei MMX-Instruktionen pro Taktzyklus ausführen. Die FPU war außerdem auch ein pipelined-Design, was eine hohe Leistung zur Folge hatte. Besonders im Vergleich zur WinChip-Serie von Centaur Technology und der 6x86MX-/MII-Serie von Cyrix konnte der Rise mP6 durch eine sehr gute Performance überzeugen.
Die Markteinführung des Rise mP6 wurde mehrfach verschoben.
Rise hat dann mit dem iDragon seinen Fokus von Desktop-CPUs auf SoCs gerichtet. 
Am 12. Oktober 1999 gab SiS bekannt, dass man die CPU-Technik und anderes geistiges Eigentum von Rise lizenziert hat. SiS hat die CPU-Technik dann in die SiS55x SoC-Familie integriert. Der CPU-Teil dieses SoC entspricht weitestgehend dem Rise mP6. SiS verkaufte die Technik an DM&P, wo sie in der Vortex86-SoC-Familie Verwendung fand.
Auch STMicroelectronics nutzte Technologie von Rise in seiner CP250-Familie (Vega). Auch diese entspricht weitestgehend dem Rise mP6.
Die mP6-Nachfolger mP6-II (mit integriertem L2-Cache ähnlich AMD K6-III) und Tiger S370 wurden weder von Rise noch von den Lizenznehmern auf den Markt gebracht.

## Modelldaten

### mP6
- Codename: 

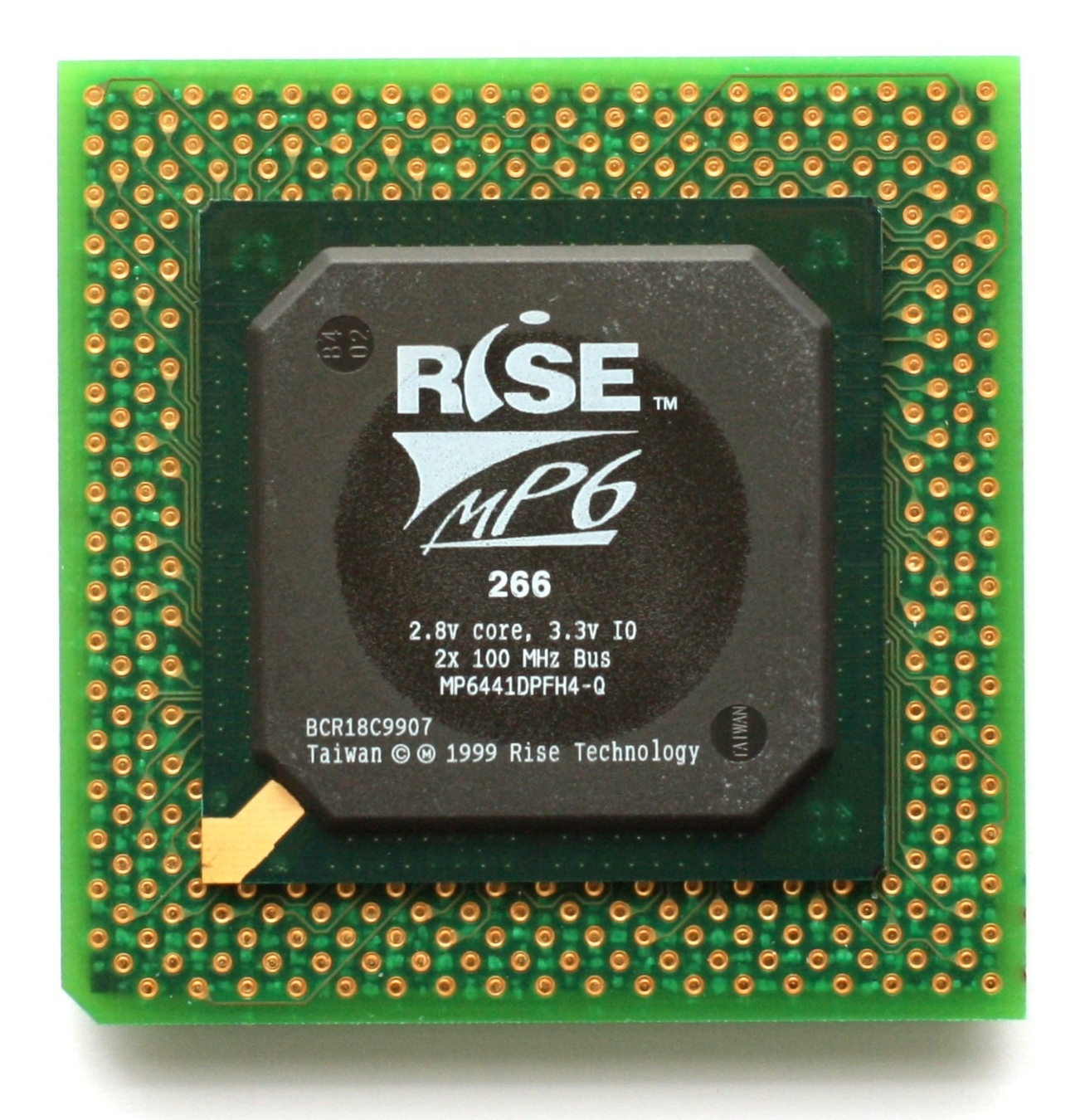
Rise mP6 PR266

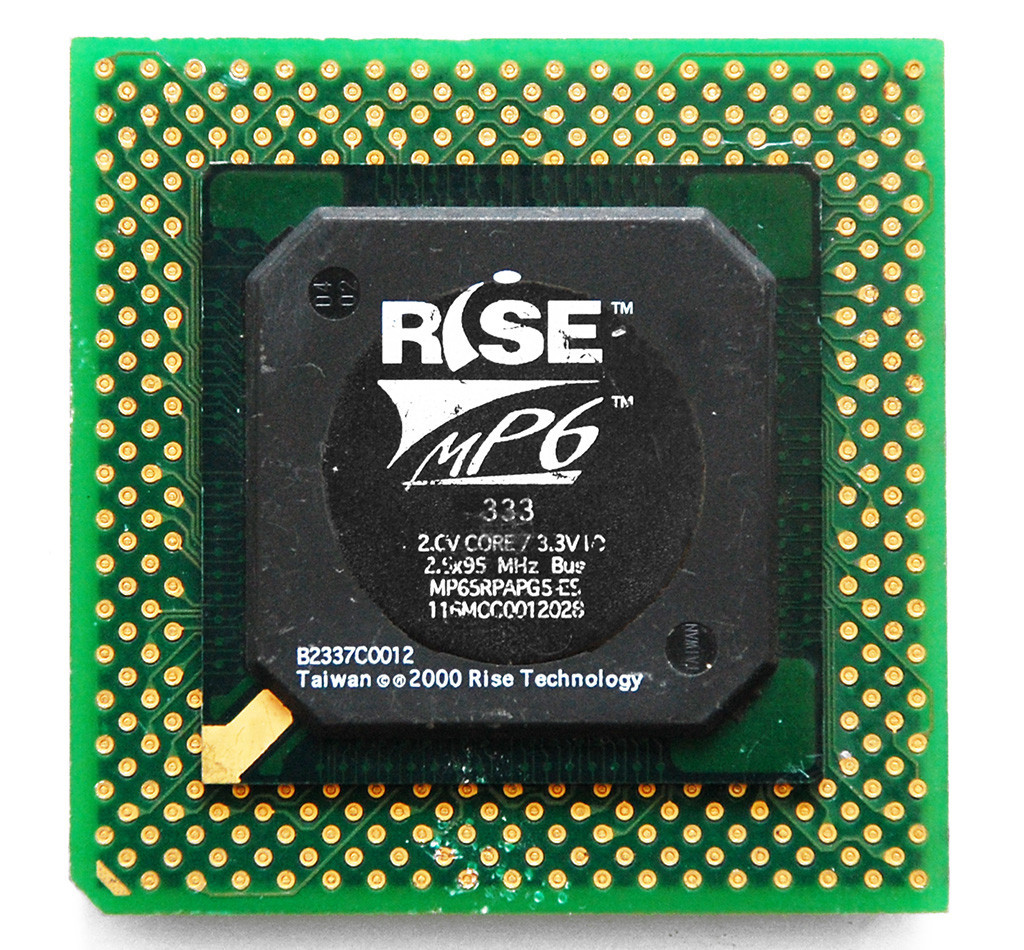
Rise mP6 PR333 Engineering Sample

  - 6401 (0,25 µm, Multiplikator 2.0)
  - Kirin oder 6441 (0,25 µm, Multiplikator 2.0 und 2.5)
  - Lynx oder 6510 (0,18 µm)
- Vendor ID string: RiseRiseRise
- L1-Cache: 8 + 8 KB (Daten + Instruktionen)
- MMX
- Super Sockel 7 (100 MHz FSB)
- DualVoltage
- Betriebsspannung (Vcore): 2,0 V (0,18 µm) und 2,8 V (0,25 µm)
- Betriebsspannung (I/O): 3,3 V
- Besonderheiten: 
  - schnelle pipelined FPU
  - TriplePiplined-Design
- Erscheinungsdatum: Oktober 1998
- Fertigungstechnik: 0,25 µm (später 0,18 µm) bei TSMC
- Die-Größe: 107 mm² (0,25 µm) bei 3,6 Millionen Transistoren
- FSB: 75, 83, 95 und 100 MHz
- Taktraten: 166 MHz bis 250 MHz
  - PR266: 200 MHz (100 MHz FSB)
  - PR150: 150 MHz (75 MHz FSB), nur als Muster
  - PR166: 166 MHz (83,3 MHz FSB), nur als Muster
  - PR233: 190 MHz (95 MHz FSB), nur als Muster
  - PR333: 237,5 MHz (95 MHz FSB), nur als Muster
  - PR366: 250 MHz (100 MHz FSB), nur als Muster